# ماميثا ساحلية
المامِيثَا الساحلية نوع نباتي يتبع جنس الماميثا من الفصيلة الخشخاشية.